# تپه بیات ۱
تپه بیات ۱ مربوط به دوره اشکانیان - دوره ساسانیان - سده‌های اولیه دوران‌های تاریخی پس از اسلام است و در شهرستان میانه، بخش ترکمنچای، دهستان اوچ تپه غربی، چسبیده به شرق روستای بیات علیا واقع شده و این اثر در تاریخ ۲۷ آبان ۱۳۸۶ با شمارهٔ ثبت ۲۰۲۰۵ به‌عنوان یکی از آثار ملی ایران به ثبت رسیده است.